# Provencher
Pour les articles homonymes, voir Provencher (homonymie).
Circonscription électorale fédérale du Canada
Provencher est une circonscription fédérale canadienne, dans le coin sud-est de la province du Manitoba. 
Nommée en l'honneur de l'évêque Joseph Norbert Provencher, elle est représentée à la Chambre des communes du Canada depuis 1871. 
L'actuel député est le conservateur Ted Falk.

## Géographie
La circonscription consiste essentiellement du coin sud-est de la province, regroupant notamment les villes de Steinbach et Lac du Bonnet.
Les circonscriptions limitrophes sont Portage—Lisgar, Winnipeg-Sud, Saint-Boniface, Elmwood—Transcona, Kildonan—St. Paul,  Selkirk—Interlake, Churchill, et Kenora. 

## Démographie
| Population, 2001                | 81,910     |
| Électeurs                       | 60,617     |
| Superficie (km²)                | 22 920 km2 |
| Densité de population (par km²) | 3,57       |

## Députés
| Législature | Années       | Député                            | Député               | Parti                     |
| ----------- | ------------ | --------------------------------- | -------------------- | ------------------------- |
| Provencher  |              |                                   |                      |                           |
| 1e          | 1871–1872    |                                   | Pierre Delorme       | Conservateur              |
| 2e          | 1872–1873    | Georges-Étienne Cartier           | Libéral-conservateur |                           |
| 2e          | 1873-1874    |                                   | Louis Riel           | Indépendant               |
| 3e          | 1874–1875    |                                   | Louis Riel           | Indépendant               |
| 3e          | 1875–1878    |                                   | Andrew Bannatyne     | Libéral                   |
| 4e          | 1878–1879    |                                   | Joseph Dubuc         | Conservateur              |
| 4e          | 1879-1882    | Joseph Royal                      |                      | Conservateur              |
| 5e          | 1882–1887    | Joseph Royal                      |                      | Conservateur              |
| 6e          | 1887–1889    | Joseph Royal                      |                      | Conservateur              |
| 6e          | 1889–1891    | Alphonse Alfred Clément Larivière |                      | Conservateur              |
| 7e          | 1891–1896    | Alphonse Alfred Clément Larivière |                      | Conservateur              |
| 8e          | 1896–1900    | Alphonse Alfred Clément Larivière |                      | Conservateur              |
| 9e          | 1900–1904    | Alphonse Alfred Clément Larivière |                      | Conservateur              |
| 10e         | 1904–1908    |                                   | Joseph Ernest Cyr    | Libéral                   |
| 11e         | 1908–1911    | John Patrick Molloy               |                      | Libéral                   |
| 12e         | 1911–1917    | John Patrick Molloy               |                      | Libéral                   |
| 13e         | 1917–1921    | John Patrick Molloy               |                      | Libéral                   |
| 14e         | 1921–1925    | Arthur-Lucien Beaubien            |                      | Libéral                   |
| 15e         | 1925–1926    | Arthur-Lucien Beaubien            |                      | Progressiste              |
| 16e         | 1926–1930    | Arthur-Lucien Beaubien            |                      | Libéral-progressiste      |
| 17e         | 1930–1935    | Arthur-Lucien Beaubien            |                      | Libéral-progressiste      |
| 18e         | 1935–1940    | Arthur-Lucien Beaubien            |                      | Libéral                   |
| 19e         | 1940–1945    | René Jutras                       |                      | Libéral                   |
| 20e         | 1945–1949    | René Jutras                       |                      | Libéral                   |
| 21e         | 1949–1953    | René Jutras                       |                      | Libéral                   |
| 22e         | 1953–1957    | René Jutras                       |                      | Libéral                   |
| 23e         | 1957–1958    |                                   | Warner Jorgenson     | Progressiste-conservateur |
| 24e         | 1958–1962    |                                   | Warner Jorgenson     | Progressiste-conservateur |
| 25e         | 1962–1963    |                                   | Warner Jorgenson     | Progressiste-conservateur |
| 26e         | 1963–1965    |                                   | Warner Jorgenson     | Progressiste-conservateur |
| 27e         | 1965–1968    |                                   | Warner Jorgenson     | Progressiste-conservateur |
| 28e         | 1968–1972    |                                   | Mark Smerchanski     | Libéral                   |
| 29e         | 1972–1974    |                                   | Jake Epp             | Progressiste-conservateur |
| 30e         | 1974–1979    |                                   | Jake Epp             | Progressiste-conservateur |
| 31e         | 1979–1980    |                                   | Jake Epp             | Progressiste-conservateur |
| 32e         | 1980–1984    |                                   | Jake Epp             | Progressiste-conservateur |
| 33e         | 1984–1988    |                                   | Jake Epp             | Progressiste-conservateur |
| 34e         | 1988–1993    |                                   | Jake Epp             | Progressiste-conservateur |
| 35e         | 1993–1997    |                                   | David Iftody         | Libéral                   |
| 36e         | 1997–2000    |                                   | David Iftody         | Libéral                   |
| 37e         | 2000–2003    |                                   | Vic Toews            | Alliance canadienne       |
| 37e         | 2003-2004    |                                   | Vic Toews            | Conservateur              |
| 38e         | 2004–2006    |                                   | Vic Toews            | Conservateur              |
| 39e         | 2006–2006    |                                   | Vic Toews            | Conservateur              |
| 40e         | 2008–2011    |                                   | Vic Toews            | Conservateur              |
| 41e         | 2011–2013    |                                   | Vic Toews            | Conservateur              |
| 41e         | 2013-2015    | Ted Falk                          |                      | Conservateur              |
| 42e         | 2015–2019    | Ted Falk                          |                      | Conservateur              |
| 43e         | 2019–2021    | Ted Falk                          |                      | Conservateur              |
| 44e         | 2021–2025    | Ted Falk                          |                      | Conservateur              |
| 45e         | 2025–Présent | Ted Falk                          |                      | Conservateur              |

## Résultats électoraux
Modèle:Élection générale canadienne de 2025 — Provencher
|       | Candidat      | Parti        | # de voix | % des voix |
|       | (X) Ted Falk  | Conservateur | +25 086,  | 56,06 %    |
|       | Terry Hayward | Libéral      | +15 509,  | 34,66 %    |
|       | Les Lilley    | NPD          | +02 371,  | 5,3 %      |
|       | Jeff Wheeldon | Vert         | +01 779,  | 3,98 %     |
| Total | Total         | Total        | 44 745    | 100 %      |

|  | Candidat                   | Parti        | # de voix | % des voix |
|  | -------------------------- | ------------ | --------- | ---------- |
|  | Ted Falk                   | Conservateur | 13021     | 58,1 %     |
|  | Terry Hayward              | Libéral      | 6706      | 29,9 %     |
|  | Natalie Courcelles Beaudry | NPD          | 1837      | 8,2 %      |
|  | Janine Gibson              | Vert         | 849       | 3,8 %      |
|  | Total/Participation        |              | 22413     | 33,6 %     |

|       | Candidat      | Parti        | # de voix | % des voix |
|       | (x) Vic Toews | Conservateur | +27 820,  | 70,6 %     |
|       | Terry Hayward | Libéral      | +02 645,  | 6,71 %     |
|       | Al Mackling   | NPD          | +07 051,  | 17,89 %    |
|       | Janine Gibson | Vert         | +01 164,  | 2,95 %     |
|       | David Reimer  | Héritage     | +00510,   | 1,29 %     |
|       | Ric Lim       | Indépendant  | +00215,   | 0,55 %     |
| Total | Total         | Total        | 39 405    | 100 %      |

|       | Candidat        | Parti        | # de voix | % des voix |
|       | (x) Vic Toews   | Conservateur | +23 303,  | 64,37 %    |
|       | Shirley Hiebert | Libéral      | +04 530,  | 12,51 %    |
|       | Ross Martin     | NPD          | +05 047,  | 13,94 %    |
|       | Janine Gibson   | Vert         | +02 149,  | 5,94 %     |
|       | David Reimer    | Héritage     | +01 170,  | 3,23 %     |
| Total | Total           | Total        | 36 199    | 100 %      |

| Élection fédérale canadienne de 2006 | Élection fédérale canadienne de 2006 | Élection fédérale canadienne de 2006 | Élection fédérale canadienne de 2006 | Élection fédérale canadienne de 2006 | Élection fédérale canadienne de 2006 | Élection fédérale canadienne de 2006 |
| Parti                                | Parti                                | Candidat                             | Votes                                | %                                    | Dépenses                             |                                      |
| ------------------------------------ | ------------------------------------ | ------------------------------------ | ------------------------------------ | ------------------------------------ | ------------------------------------ | ------------------------------------ |
|                                      | Parti conservateur du Canada         | (x) Vic Toews                        | 25,199                               | 65.68                                |                                      |                                      |
|                                      | Parti libéral du Canada              | Wes Penner                           | 6,077                                | 15.84                                |                                      |                                      |
|                                      | Nouveau Parti démocratique           | Patrick O'Connor                     | 5,259                                | 13.71                                |                                      |                                      |
|                                      | Parti vert du Canada                 | Janine Gibson                        | 1,830                                | 4.77                                 |                                      |                                      |
| Votes valides                        | Votes valides                        | Votes valides                        | 38,365                               | 100.00                               |                                      |                                      |
| Blancs et nuls                       | Blancs et nuls                       | Blancs et nuls                       | 157                                  |                                      |                                      |                                      |
| Participation                        | Participation                        | Participation                        | 38,522                               |                                      |                                      |                                      |